# Корнієвський сільський округ
Корні́євський сільський округ (каз. Корнеев ауылдық округі, рос. Корнеевский сельский округ) — адміністративна одиниця у складі Єсільського району Північноказахстанської області Казахстану. Адміністративний центр — село Корнієвка.
Населення — 2255 осіб (2021; 2812 у 2009, 4122 у 1999, 6140 у 1989).
Станом на 1989 рік існували Корнієвська сільська рада (села Корнієвка, Совєтське) та Новоузенська сільська рада (села Леонідовка, Новоузенка) колишнього Московського району. Село Новоузенка ліквідовано 2024 року.

## Склад
До складу округу входять такі населені пункти:
| Населений пункт  | Старі назви | Населення, осіб (1989) | Населення, осіб (1999) | Населення, осіб (2009) | Населення, осіб (2021) |
| ---------------- | ----------- | ---------------------- | ---------------------- | ---------------------- | ---------------------- |
| Корнієвка, село  | -           | 4112                   | 2829                   | 2133                   | 1969                   |
| Леонідовка, село | -           | 290                    | 260                    | 170                    | 56                     |
| Новоузенка, село | -           | 1121                   | 603                    | 204                    | 21                     |
| Совєтське, село  | -           | 617                    | 430                    | 305                    | 209                    |